# Le Givre (Monet)
Le Givre est un tableau de Claude Monet réalisé en 1880. Il représente la Seine prise par les glaces.

## Contexte
Monet habite Vétheuil depuis un an dans une vaste maison pouvant loger les Hoschedé et sa propre famille. La maladie de Camille, puis son décès, l'accablent. La situation des Hoschedé est des plus précaires car Ernest est en faillite. Poursuivi par ses créanciers, il doit retourner à Paris. Alice fait le choix de rester avec ses enfants mais les charges sont élevées pour des ventes de tableaux qui restent faibles. Les dettes s'accumulent alors que la fin de l'année 1879 est particulièrement froide. La Seine est prise par les glaces. Monet parcourt la campagne pour réaliser des paysages de neige. Il rappellera plus tard les conditions précaires de son installation, s'installant sur le fleuve, équipé de bouillottes pour ses mains. 

## Sujet
Le tableau a été réalisé près de la rive de la Seine à Vétheuil. L'ensemble baigne dans une lumière diffuse donnant une impression d'immobilisme et de langueur. La seule représentation indiquant une présence humaine est la barque prise par les glaces. Le parti pris de l'absence de pittoresque préfigure les futures séries qu'il réalisera par la suite, notamment les Cathédrales et les Nymphéas. 

## Devenir de l'œuvre
Monet la confie à Ernest Hoschedé pour trouver un acheteur. Gustave Caillebotte l'acquiert et la conserve jusqu'à sa mort. Léguée à l'État français en 1894, elle entre d'abord au musée du Luxembourg, puis au musée du Louvre en 1929. Elle est transférée au musée d'Orsay en 1986.
Elle participe à une dizaine d'expositions, en France, en Italie, aux États-Unis et en Corée.